# Тери О’Квин
Теренс Квин (енгл. Terrance Quinn; Су Сент Мери, 15. јул 1952), познат као Тери О’Квин (енгл. Terry O'Quinn), амерички је глумац.
Познат по својим наступима у популарним филмовима и серијама као што су Очух (1987), Очух 2 (1989), Досије икс (1998) и многим другим. Најпознатији је ипак по улози Џона Лока у телевизијској серији Изгубљени и Питера Вотса у телевизијској серији Миленијум. За улогу у серији Изгубљени глумац је добио главну америчку телевизијску награду Еми у категорији за најбољег споредног глумца у драмској серији (2007), као и Награду Удружења глумаца за најбољу глумачку екипу (2006) и награду Сатурн за најбољу споредну мушку улогу на телевизији (2005).